# 하드코: 라스트 미션
하드코 : 라스트 미션(The Hard Corps)은 미국에서 제작된 쉘던 레티치 감독의 2006년 액션, 스릴러 영화이다. 장 끌로드 반담 등이 주연으로 출연하였고 브래드 크레보이 등이 제작에 참여하였다.

## 출연

### 주연
- 장 끌로드 반담
- 아도티 라자크
- 비비카 A. 폭스

### 조연
- 피터 브라이언트
- 론 보티타

## 제작진
- 공동제작: 게하드 쉬미트
- 공동제작: 블래드 포니스쿠
- 라인프로듀서: 보그단 몬세아
- 협력프로듀서: 캐시 브레이턴
- 협력프로듀서: 리처드 터너
- 미술: 브렌탠 하론
- 의상: 로레인 카슨
- 배역: 숀 코시
- 배역: 플로리엘라 그라피니